# Mimas virescesns-costipuncta
Mimas virescesns-costipuncta är en fjärilsart som beskrevs av Tutt 1902. Mimas virescesns-costipuncta ingår i släktet Mimas och familjen svärmare. Inga underarter finns listade i Catalogue of Life.